# John Jairo Futtinico
John Jairo Futtinico es un deportista colombiano que compite en judo. Ganó una medalla de bronce en el Campeonato Panamericano de Judo de 2007 en la categoría de –55 kg.

## Palmarés internacional
| Campeonato Panamericano | Campeonato Panamericano | Campeonato Panamericano | Campeonato Panamericano |
| Año                     | Lugar                   | Medalla                 | Categoría               |
| ----------------------- | ----------------------- | ----------------------- | ----------------------- |
| 2007                    | Montreal (Canadá)       | Medalla de bronce       | –55 kg                  |